# SG-20
La  SG-20  es la autovía inacabada de circunvalación de Segovia. El tramo ya construido comienza en la intersección con la A-601 y finaliza en la intersección con la N-110 dirección Ávila, teniendo enlaces con la N-110 dirección Soria, CL-601, SG-V-6123 y AP-61 (Autopista Segovia - San Rafael). Según el PGOU de la ciudad, en el futuro se espera la finalización de la autovía de manera que de la vuelta completa a la ciudad.
Toda la circunvalación, que rodea Segovia por el sur, el este y el noreste, tiene carácter de autovía, teniendo dos calzadas de dos carriles por sentido separadas por una mediana, sin cruces al mismo nivel (las incorporaciones y salidas de la vía se realizan mediante carriles de aceleración y de frenado respectivamente).

## Historia
En 1993 se cerró al tráfico definitivamente el tráfico bajo el Acueducto y la avenida de dicho nombre, por donde discurría la carretera Soria-Plasencia (N-110), por lo que el tráfico de la ciudad se reorganizó y el trazado de la N-110 se modificó, estableciéndose una "variante" por las avenidas Padre Claret, Juan Carlos I, Pº Conde de Sepúlveda y Ezequiel González.
Con este hecho se necesitaba una circunvalación exterior que conectase las carreteras principales de acceso a la ciudad, y en 2001 se hizo realidad, y se inauguró la nueva SG-20, una carretera que circunvalaba la ciudad por el norte, este y sur. Esta nueva circunvalación contaba con una calzada de doble sentido excepto un tramo de 1500 m con doble carril y mediana, pero con vallado en todo su recorrido y cruces a distinto nivel, similar a una vía rápida, si bien no se señalizó como tal.
Ya desde su inicio, si bien la carretera contaba con buena visibilidad, largos tramos de adelantamiento y arcén de 2,50 metros, supuso una acumulación de puntos negros y accidentes, por lo que se decidió reducir la velocidad máxima de 100 km/h a 90 km/h, y la contemplación de un posible desdoblamiento en un futuro.
En el Plan General de Ordenación Urbana del municipio, cuando la circunvalación aún no era autovía, se prohibía construir en el lateral interior del anillo, dejando espacio para su conversión en autovía.
En octubre de 2016 comenzaron las obras de desdoblamiento de la SG-20, dividiéndose en dos tramos, el subtramo A entre la A-601 y la CL-601, y el subtramo B entre la CL-601 y la N-110. Desde el inicio, las obras del subtramo B estuvieron más avanzadas, dado que el subtramo A contenía más infraestructura de viaductos. El 15 de octubre de 2019 entró al servicio (desdoblado), y se abrió al tráfico el subtramo B entre los kilómetros 8 y 15. El subtramo A se abrió al tráfico como autovía el 27 de julio de 2020.

## Tramos
| Denominación | Tramo                                                       | Año servicio                                                                                            | Kilómetros |
| ------------ | ----------------------------------------------------------- | --- | ---------- |
| SG-20        | Subtramo A: Bernuy de Porreros A-601 - Nueva Segovia CL-601 | Circunvalación de única calzada en doble sentido: 2001 Circunvalación de doble calzada en autovía: 2020 | 8,5        |
| SG-20        | Subtramo B: Nueva Segovia CL-601 - Perogordo N-110          | Circunvalación de única calzada en doble sentido: 2001 Circunvalación de doble calzada en autovía: 2019 | 7,1        |

## Recorrido y salidas
| Velocidad | Esquema | Salida | Destinos                                                                     | Carretera que enlaza                  |
| --------- | ------- | ------ | ---------------------------------------------------------------------------- | ------------------------------------- |
|           |         | 1      | A-601 Cuéllar - Valladolid A-601 Segovia - La Lastrilla - Bernuy de Porreros | A-601 Conexión con SG-V-2226          |
|           |         |        | Paso superior de la carretera SG-V-2226                                      |                                       |
|           |         |        | Paso inferior sobre carretera SG-V-2221                                      |                                       |
|           |         | 3      | N-110 Soria Segovia (centro)                                                 | N-110 Conexión con SG-V-2221          |
|           |         |        | Río Ciguiñuela                                                               |                                       |
|           |         | 6      | SG-V-6123 San Cristóbal - Trescasas Segovia (centro)                         | SG-V-6123                             |
|           |         |        | Arroyo Cerezo                                                                |                                       |
|           |         |        | Río Eresma                                                                   |                                       |
|           |         |        | Paso inferior sobre carretera SG-V-6122 , Cordel de Palazuelos               |                                       |
|           |         | 8      | CL-601 La Granja - Madrid Segovia (centro)                                   | CL-601 CL-601a Conexión con SG-V-6122 |
|           |         |        | Paso superior del Cordel de Santillana                                       |                                       |
|           |         | 10AB   | AP-61 N-603 Madrid Segovia (centro) Estación AVE                             | AP-61                                 |
|           |         |        | Paso inferior sobre carretera SG-724 y F.C. Madrid-Segovia                   |                                       |
|           |         | 14     | CL-605 Arévalo Perogordo - Segovia (centro) Hospital                         | N-110 Calle Real de Perogordo         |